# 小林麗菜
小林麗菜（1995年3月2日—）是日本女演員、模特兒，生於琦玉縣。有「天氣姊姊」之稱。

## 簡介
擁有書法七段的才藝。

## 作品

### 電影
- 天國之吻（2011年、華納兄弟） - 飾演 同學
- 女子高中生麥田圈 替死鬼娃娃亞里亞（2011年） - 飾演 山田花子
- 跨越布魯克林大橋（2011年） - 飾演 同學

### 電視劇
- 馬路須加學園2（2011年、東京電視台） - 飾演 不良少女
- 鳳神Yatsurugi 2（2012年、千葉電視台） - 飾演 天海惠美
- 茂虎道的午夜廚房（2014年、日本電視台） - 飾演 助理製作人久美子
- 青春偵探晴也～不容許大人的作惡～（2015年12月4日、讀賣電視台） - 飾演 富田梨花

### 電視節目
- テストの花道（2011年4月 - 、NHK教育頻道） - 第2期生
- シューイチ（2013年4月 - 2014年3月、日本電視台）第3期シューイチ女郎
- 村上マヨネーズのツッコませて頂きます!（2014年4月 - 、關西電視台）なんでやねん女郎
- 一夜づけ（2014年4月 - 、東京電視台）

## 外部連結
- 官方網站 - 小林麗菜
- 部落格 （页面存档备份，存于） - 小林麗菜
- 公式ブログ（GREE） （页面存档备份，存于）